# Рапануйская мифология
Рапану́йская мифоло́гия — мифы и легенды древних рапануйцев, жителей острова Пасхи.
Значительное влияние на формирование древнерапануйской мифологии и фольклора оказала, прежде всего, мифология Восточной Полинезии. На протяжении некоторого времени заимствованные рапануйцами мифологические представления мало чем отличались от полинезийских, однако вскоре произошла некоторая адаптация заимствованной системы божеств к культурным традициям жителей Рапа-Нуи. Со временем эти божества получили новые имена, при этом в основном использовались эпитеты (например, одного из главных богов острова звали Маке-маке, что переводится как «светлый, ясный»).

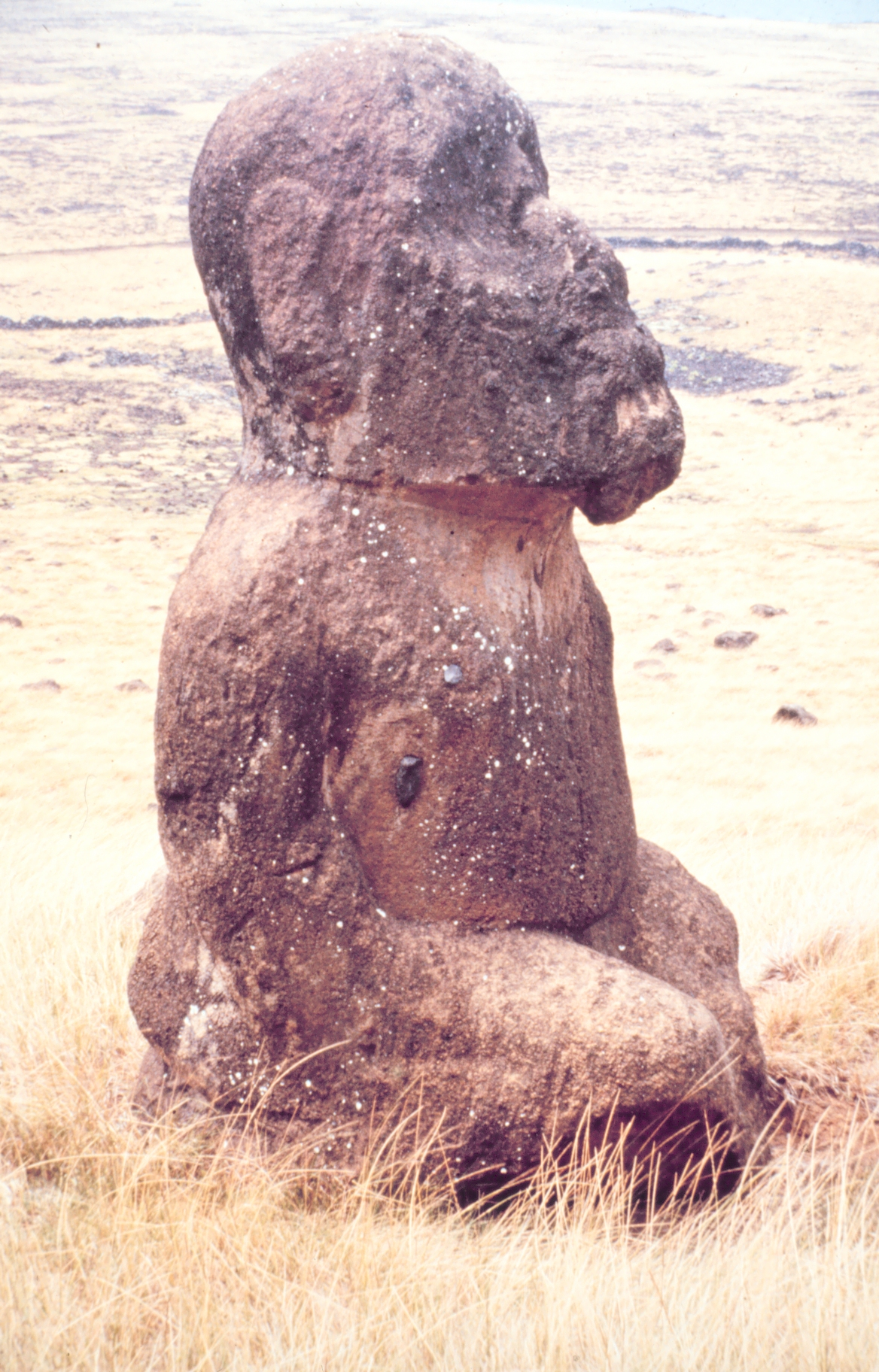

Отрывочные сведения о древнерапануйских богах, наиболее почитаемыми из которых были Ронго, Тики и Мауи, сохранились лишь в нескольких уцелевших мифах и смутных преданиях, о которых уже мало кто помнит на Рапа-Нуи. Одной из причин этого была христианизация острова. Однако, как отмечал Эйро, уже ко времени появления первых миссионеров на острове наблюдался упадок языческого культа, что лишь послужило ускоренной христианизации местных жителей, которые со временем перестали почитать своих традиционных богов.

## Вера в духов
Древние рапануйцы верили в существование злых духов, некоторые из которых походили на полуразложившиеся трупы людей с торчащими рёбрами и сухой кожей. Это вдохновляло местных художников, которые под впечатлением ужасных существ вырезали небольшие деревянные статуэтки с их изображением — моаи-кавакава (рап. moai kavakava). В одной из легенд рассказывается о том, как местный герой Рараку убил тридцать демонов, которые долгое время терроризировали местных жителей.
Также выделялись и другие сверхъестественные существа — акуаку (рап. akuaku), или татане (рап. tatane). В древнерапануйском фольклоре сохранилось много сведений о татане. Эти существа представляли собой или прекрасных девушек, или доблестных юношей, которые ничего не имели общего с вышеупомянутыми злыми призраками. Необходимо отметить, что далеко не все умершие становились злыми духами. Некоторые из них были покровителями отдельных семей.
Духи, которые фигурируют в древнерапануйских легендах, часто очень похожи на людей. Они даже могли жениться, иметь детей, страдать. Некоторые духи были похожи на животных или же были олицетворением природных явлений или объектов. Древние рапануйцы приписывали духам множество открытий. Например, Уре сделал первый рыболовный крючок из камня.

## Боги

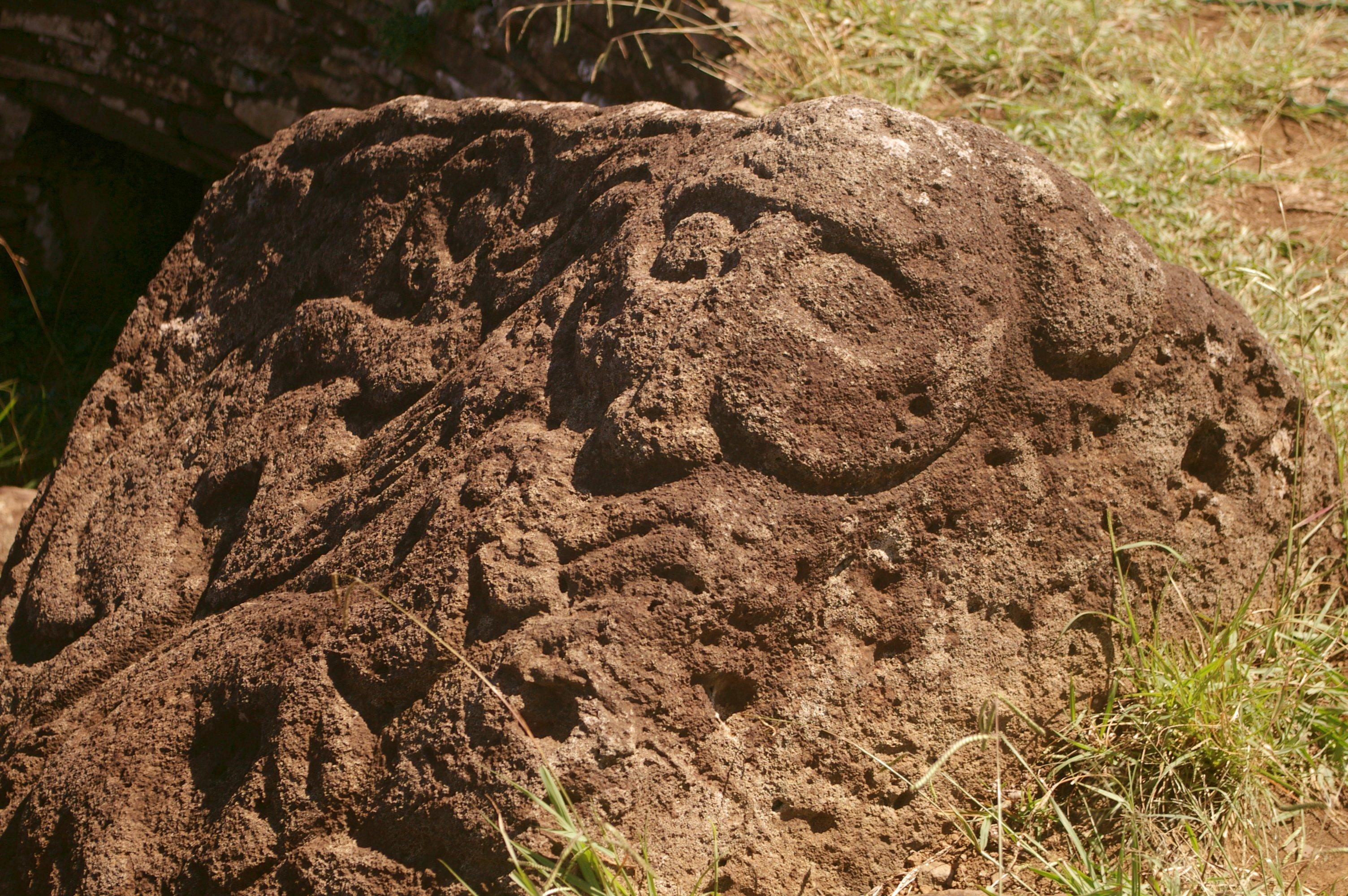
Петроглиф с изображением божества Маке-маке у исчезнувшего поселения Оронго

Полинезийский пантеон состоит из трёх категорий сверхъестественных существ: великих вечных богов и их сыновей; местных божеств и обожествлённых предков и множества добрых и злых духов.
Самым почитаемым богом в Полинезии был бог моря Тангароа. На островах Общества и в Самоа ему даже приписывали сотворение мира. В рапануйской мифологии тоже существует этот бог. Его имя даже встречается в списке королей острова. Согласно древнерапануйской легенде, Тангароа-меа превратился в тюленя, чтобы доплыть до неизвестной далёкой страны, где должен был стать королём. Брат ему не поверил, и они поссорились. Но победил Тангароа: он доплыл до острова Пасхи и объявил себя королём Тонга-рики. Однако заметившие его люди посчитали Тангароа тюленем, хоть тот и был с человеческой головой. Они забросали Тангароа камнями, а затем бросили в земляную печь, чтобы сварить его. Однако мясо оставалось сырым. Только убив Тангароа, жители осознали свою вину и признали в нём своего короля.
Хиро, великий мореплаватель в полинезийских мифах, был богом дождя на острове Пасхи. Чтобы вызвать дождь, местные жители начинали петь разные заклинания, а само изображение Хиро с плачущими глазами было местным петроглифом.
Самым почитаемым богом на острове был Маке-маке. У деревни Оронго можно найти множество петроглифов с изображением этого божества. Лицо Маке-маке удивительно схоже с лицом Тики, одного из богов Маркизских островов, чьим изображением был череп (Маке-маке изображали на петроглифах в виде маски с большими глазами). Считалось, что у Маке-маке была голова птицы — это известный лейтмотив на острове Пасхи, из которого возник «культ птицечеловека». Ежегодно между представителями всех кланов Рапа-Нуи проводились соревнования, в котором участники должны были доплыть до островка Моту-Нуи, и найти первыми яйцо, отложенное чёрной крачкой, или манутара (рап. manutara). Победивший пловец становился «птицечеловеком года» и наделялся сроком на год правом контроля над раздачей ресурсов, предназначенных для его клана. Эта традиция продолжала существовать вплоть до 1867 года.
Маке-маке олицетворял природные силы и считался творцом Вселенной и человека. Согласно рапануйской легенде, найдя сосуд с водой, он начал мастурбировать, и из изверженной спермы, попавшей в воду, сформировалась плоть. Затем он начал просовывать свой пенис в щели глиняных камней. Так появились дети Маке-маке: Тиве, Рораи, Хова и женщина Аранги-коте-коте.
Местным божествам древние рапануйцы всегда подносили дары: птицу, рыбу, батат и куски тапы (коры тутового дерева, из которой делали одежду). Детей, схваченных пленников часто приносили в жертву богу Маке-маке.

## В кино
- Рапа Нуи (фильм) (1994)

## Использованная литература
- Metraux Alfred «Easter Island: A Stone-Age Civilization of the Pacific»; Oxford University Press, 1957